# Dichaea picta
Dichaea picta Rchb.f. 1872 [1869] es una especie de orquídea epífita perteneciente a la familia de las orquidáceas.

## Descripción
Es una especie herbácea  de pequeño tamaño, colgante, que prefiere el clima cálido, epífita que tiene hojas de color de verde oliva, oblongas, lanceoladas, creciendo con un ángulo de  90'  a la raíz de una vaina y que florece en la axila en una corta y única inflorescencia de flores que aparece en la parte superior cerca de las axilas de las hojas del ápice del tallo.

## Distribución y hábitat
Encontrado en el Trinidad y Tobago, Guayana Francesa, Surinam, Guyana, Venezuela, Colombia, Ecuador y Brasil se encuentra en alturas de 0 a 1000 m s. n. m.

## Sinonimia
- Dichaea hookeri Garay & H.R.Sweet 1972;
- Epithecia picta (Rchb.f.) Schltr. 1915[1]